# Donna Lewis
 Der er for få eller ingen kildehenvisninger i denne artikel, hvilket er et problem. Du kan hjælpe ved at angive troværdige kilder til de påstande, som fremføres i artiklen.

Donna Lewis (født 6. august 1973[kilde mangler] i Cardiff, Wales), er en walisisk singer-songwriter. Hun er bedst kendt for sine singler "I Love You Always Forever" (1996) og "At The Beginning" (1997). Siden hendes debut i 1996, har hun indtil videre udgivet fire album, hvoraf Now In A Minute, solgte platin i USA. 

## Diskografi

### Album
- 1996 – Now In A Minute
- 1998 – Blue Planet
- 2002 – Be Still
- 2008 – In The Pink

### Singler
- 1996 – "I Love You Always Forever"
- 1996 – "Without Me"
- 1997 – "Mother"
- 1997 – "Fools Paradise"
- 1997 – "Love & Affection"
- 1997 – "At The Beginning" (Feat. Richard Marx)
- 1998 – "I Could Be The One"
- 1998 – "Love Him"
- 1999 – "Falling"
- 2007 – "Shout"
- 2008 – "You To Me"